# Glosa (prawo)
Glosa (z jęz. greckiego γλώσσα, glóssa, dosł. „język”) – naukowy komentarz do orzeczenia sądowego zawierający jego analizę. Jedna z prawniczych form dialogu (obok m.in. publikowanych orzeczeń, artykułów, analiz, opracowań i komentarzy przepisów) między sądami a doktryną prawa. Pierwotnie określenie „glosa” oznaczało przypis odnoszący się do poszczególnych słów lub fragmentów tekstu, wprowadzany przez kopistę manuskryptu lub czytelnika na marginesach stron książki.
Glosa zawiera zazwyczaj streszczenie przebiegu sprawy sądowej i pogłębiony komentarz autora (zwanego glosatorem). Wywód przeprowadzony przez glosatora ukazuje punkt wyjścia rozumowania, jego przebieg oraz konkluzję odnoszącą się do glosowanego orzeczenia. Glosa może być aprobująca lub krytyczna (w pełni lub częściowo) w stosunku do komentowanego orzeczenia.